# 松崎美歌
松崎 美歌（まつざき みか、1990年12月13日 - ）は、日本の元女子バレーボール選手。

## 来歴
徳島県名西郡出身。小学校2年のときに実姉の影響でバレーボールを始める。石井中を経てバレーボール強豪校である京都橘高に進学した。高校時代は春高バレー、インターハイなどで活躍。卒業後は龍谷大学に進学し、1年次よりレギュラーで活躍した。4年次には関西大学リーグ秋季戦で6連覇を果たし、自身もMVP、スパイク賞、サーブ賞の3冠に輝いた。
2013年2月、Vプレミアリーグ・NECレッドロケッツの内定選手となり、同年7月のVサマーリーグで公式戦に初出場した。同年10月に中国の天津で開催された第6回東アジア競技大会で銀メダルを獲得した。2014年11月30日、2014/15Vプレミアリーグの岡山シーガルズ戦で途中出場し、Vリーグデビューした。同シーズンで10季ぶりの優勝を果たした。
2016年6月1日、レッドロケッツは松崎の勇退を発表した。

## 球歴
- 2013年 第6回東アジア競技大会（2位）

## 所属クラブ
- 藍畑小学校
- 石井中学校
- 京都橘高等学校（2006-2009年）
- 龍谷大学（2009-2013年）
- NECレッドロケッツ（2013-2016年）

## 受賞歴
- 2012年 関西大学リーグ秋季戦 MVP、スパイク賞、サーブ賞

## 個人成績
Vプレミアリーグレギュラーラウンドにおける個人成績は下記の通り。
| シーズン | 所属 | 出場 | 出場   | アタック | アタック | アタック | アタック | ブロック | ブロック | サーブ | サーブ | サーブ | サーブ | レセプション | レセプション | 総得点 | 備考 |
| -------- | ---- | ---- | ------ | -------- | -------- | -------- | -------- | -------- | -------- | ------ | ------ | ------ | ------ | ------------ | ------------ | ------ | ---- |
| シーズン | 所属 | 試合 | セット | 打数     | 得点     | 決定率   | 効果率   | 決定     | /set     | 打数   | エース | 得点率 | 効果率 | 受数         | 成功率       | 総得点 | 備考 |
| 2014/15  | NEC  | 16   | 4      | 7        | 3        | 42.9%    | %        | 0        | 0.00     | 0      | 0      | 0.00%  | 0.0%   | 2            | 100.0%       | 3      |      |
| 2015/16  | NEC  | 3    | 0      | 0        | 0        | 0.0%     | %        | 0        | 0.00     | 0      | 0      | 0.00%  | 0.0%   | 0            | 0.0%         | 0      |      |